# Coelorinchus hige
Coelorinchus hige är en fiskart som beskrevs av Matsubara, 1943. Coelorinchus hige ingår i släktet Coelorinchus och familjen skolästfiskar. Inga underarter finns listade i Catalogue of Life.